# Smith & Wesson Modèle 17
Le Smith & Wesson Modèle 17 est un revolver à six coups à queue de détente, chambré pour le .22 LR. Il est construit sur le châssis K de taille moyenne de Smith & Wesson.

## Historique
Les modèles 16 et 17 de Smith & Wesson trouvent leur origine dans la série des éjecteurs à main de la société avant la Seconde Guerre mondiale, dans les années 1930. Ces deux modèles de revolver ont fait leurs débuts en tant que pièces complémentaires connues sous le nom de modèles K-32 et K-22 après la Seconde Guerre mondiale. Le K-32 Masterpiece (modèle 16) a fait ses débuts en 1935 et était chambré en calibre .32 S&W Long. La production a cessé pendant la Seconde Guerre mondiale et le revolver a été réintroduit en 1947 avec le K-22 Masterpiece (modèle 17) en calibre .22 Long Rifle.
Le modèle 16 a été abandonné en 1983 en raison du déclin de la popularité du calibre .32 S&W Long et le modèle 17 a été abandonné en 1998, la société se concentrant alors moins sur les revolvers en acier bleui.

## Conception
Le modèle 17 a une hausse réglable et une visée avant de style Patridge. Il a été conçu comme un revolver de cible et pouvait être commandé dans les années 1960 chez S&W avec "Les trois T" : Target Trigger, Target Hammer et Target Grips. Les longueurs de canon standard étaient de 4" (101,6mm), 6" (152,4mm) et 8 3/8" (212.7mm). Le modèle 17-6 de 4" est rarement vu, car S&W a produit le modèle 18, presque identique, avec un canon de 4". Le modèle 18 était une copie du modèle 17 - sauf que le canon de 4" était effilé alors que le canon de 4" du modèle 17 ne l'était pas.
En 1990, S&W a également commercialisé le modèle 17 avec un canon de 4", 6" ou 8 3/8" à corne pleine. Le "under lug" était une tige circulaire solide, en acier bleui, moulée en tant que partie du canon, et passant sous le canon depuis l'avant de la culasse jusqu'à l'extrémité de la bouche. L'ergot inférieur n'enfermait pas seulement la tige d'éjection, il ajoutait également un poids considérable à l'arme elle-même. Le modèle à corne inférieure était livré avec une poignée spéciale en bois à crosse ronde qui comportait des rainures pour les doigts. Le modèle 17 Under Lug de 4 pouces est rarement vu et très probablement fabriqué après coup en utilisant des canons under lug de 6 ou 8 3/8 pouces raccourcis en usine.

## Variantes

### Modèle 18 & 617
Le Smith & Wesson Model 18 (ou le 22 Combat Masterpiece) a été construit sur la base du "K" Frame de S&W (la désignation de Smith & Wesson pour les armes à feu à "carcasse moyenne"). Il s'agissait d'un revolver à canon conique de 4 pouces, avec viseur ouvert réglable, chambré pour le .22 long rifle. Beaucoup pensent que le modèle 18 a été conçu comme une arme d'entraînement pour les agents de la force publique et d'autres personnes qui portaient principalement des modèles 10, 15 et 19 - des revolvers de calibre .38 Special et .357. Le modèle 18 (comme le modèle 17) fonctionne et se manie d'une manière similaire à ces modèles de l'époque destinés aux forces de l'ordre ; il partage étroitement la taille, le poids, les poignées, le mécanisme interne et le fonctionnement de plusieurs revolvers populaires à cadre "K" comme le modèle 10 (calibre 38), le modèle 13 (calibre 38 et 357), le modèle 14 (calibre 38), le modèle 15 (calibre 38) et le modèle 19 (calibre 38 et 357).
Avec l'introduction du modèle 17 avec des canons à corne pleine, Smith & Wesson a également commencé la production du modèle 617 en calibre .22. Il s'agit de la version en acier inoxydable du modèle 17 .22 LR en acier bleui, mais tous les modèles 617 ont des canons à corne pleine. Proposé dans les mêmes trois longueurs de canon que le modèle 17, le 617 est toujours en cours de production et est livré avec des poignées en caoutchouc. Le modèle 617 est proposé avec un barillet en acier de 22 LR à six ou dix coups. La seule exception est le modèle 617-2, fabriqué au début de la production, qui était équipé d'un barillet de 22 LR en alliage d'aluminium à dix coups. Les modèles 617 "dash 2" ultérieurs ont été livrés avec des cylindres en acier inoxydable.

### Modèle 53
Le Smith & Wesson Modèle 53 a été introduit en 1961 dans le calibre .22 Jet. Il s'agit d'un revolver d'une capacité de six cartouches construit sur le châssis K moyen avec une détente à double action. La cartouche .22 Jet avait une vitesse de 2460 fps avec une balle de 40 grains, mais atteignait en fait 1700-1800 fps dans le revolver. Le modèle 53 peut également tirer les cartouches .22 Short, Long et Long rifle en utilisant des inserts de chambre. Le marteau avait un percuteur à deux positions pour permettre de passer de la cartouche à percussion annulaire à la cartouche à percussion centrale si nécessaire.
L'arme de poing est livrée avec des poignées et des viseurs de cible et dans des longueurs de canon de 4, 6 et 8,3 pouces.
À la fin des années 1950, la communauté des tireurs s'est montrée très intéressée par les revolvers chambrés dans diverses cartouches sauvages de calibre .22. Smith & Wesson a cherché à en profiter en dévoilant une cartouche connue sous le nom de .22 Remington CFM (Centerfire Magnum) ou .22 Remington Jet et a chambré une version du modèle 17 dans ce calibre en le désignant comme le modèle 53.
Le Modèle 53 a été fabriqué entre 1960 et 1974.

## État actuel
Le modèle 17 a été abandonné en 1998, mais en 2009, il a été réintroduit sous le nom de modèle 17 "Masterpiece" en raison d'une résurgence de la popularité des revolvers Smith & Wesson vintage. La société a choisi une quinzaine de modèles précédemment abandonnés pour les produire à nouveau. Cela a été fait dans la catégorie "Classics" des offres actuelles de S&W.